# Álgebra não linear
Em matemática, a álgebra não-linear é o análogo não linear da álgebra linear, em que se generalizam noções de espaços e transformações provenientes do contexto linear. A geometria algébrica é uma das principais áreas de pesquisa matemática que apoiam a álgebra não linear, enquanto que os componentes principais provenientes da matemática computacional apoiam a maturação da área. 
A estrutura topológica para a álgebra não linear normalmente é a topologia de Zariski, em que os conjuntos fechados são os conjuntos algébricos. Algumas áreas da matemática relacionadas são a geometria tropical, a álgebra comutativa e a otimização. 

## Geometria algébrica
A álgebra não linear está intimamente relacionada à geometria algébrica, em que os principais objetos de estudo incluem as equações algébricas, as variedades algébricas e os esquemas. 

## Álgebra não linear computacional
Os métodos atuais em álgebra não linear computacional podem ser divididos em linhas gerais em dois domínios: o simbólico e o numérico. Os métodos simbólicos geralmente dependem do cálculo de bases de Gröbner.  Por outro lado, os métodos numéricos geralmente usam a continuação de homotopia algebricamente fundada, tendo como base o corpo dos números complexos.